# アラモゴード
アラモゴード（Alamogordo）は、アメリカ合衆国ニューメキシコ州南部の都市。オテロ郡の郡庁所在地である。人口は3万0898人（2020年）。市名はスペイン語で「ふくよかなハコヤナギ」を意味する。
アラモゴードの近くにはホロマン空軍基地とホワイトサンズ・ミサイル実験場という二つの軍事基地がある。市は最初の宇宙飛行チンパンジーの生誕地、原子爆弾の最初の試験場、そして300万個あると噂されているアタリ社製のゲーム「E. T.」のカートリッジの埋葬地として有名である。

## 地理
アラモゴードは北緯32度53分45秒 西経105度57分8秒 / 北緯32.89583度 西経105.95222度、サクラメント山脈の西の側面とトゥラロサ盆地の東端に位置し、高度は4,334フィートである。アメリカ合衆国国勢調査局によると、都市の総面積は50.1 km² (19.4 mi²)で、すべて陸地である。

## 人口動勢
以下は2000年の国勢調査における人口統計データである。
基礎データ
- 人口: 35,582人
- 世帯数: 13,704世帯
- 家族数: 9,729家族
- 人口密度: 710.0/km² (1,839.0/mi²)
- 住居数: 15,920軒
- 住居密度: 317.7/km² (822.8/mi²）

人種別人口構成
- 白人: 55.35%
- アフリカン・アメリカン: 25.58%
- ネイティブ・アメリカン: 1.05%
- アジア人: 1.53%
- 太平洋諸島系: 0.17%
- その他の人種: 12.07%
- 混血: 4.25%
- ヒスパニック・ラテン系: 31.99%

世帯と家族（対世帯数）
- 18歳未満の子供がいる: 36.3%
- 結婚・同居している夫婦: 55.6%
- 未婚・離婚・死別女性が世帯主: 11.7%
- 非家族世帯: 29.0%
- 単身世帯: 25.2%
- 65歳以上の老人1人暮らし: 8.8%
- 平均構成人数
  - 世帯: 2.57人
  - 家族: 3.07

年齢別人口構成
- 18歳未満: 28.7%
- 18-24歳: 9.2%
- 25-44歳: 29.7%
- 45-64歳: 19.9%
- 65歳以上: 12.7%
- 年齢の中央値: 34歳
- 性比（女性100人あたりの男性の人口）
  - 総人口: 97.6
  - 18歳以上: 94.1

収入と家計
- 収入の中央値
  - 世帯: 30,928米ドル
  - 家族: 35,673米ドル
  - 性別
    - 男性: 28,163米ドル
    - 女性: 18,860米ドル
- 人口1人あたり収入: 14,662米ドル
- 貧困線以下
  - 対家族数: 13.2%
  - 対人口: 16.5%
  - 18歳未満: 23.9%
  - 65歳以上: 11.8%

## 歴史

### トリニティ実験場：最初の原子爆弾実験
史上初の原子爆弾は、1945年7月16日にアラモゴード爆撃試験場で、のちの8月9日と同じファットマンが起爆された。その3週間後、8月6日、広島に15キロトンのウラン原発リトル・ボーイが投下された。トリニティ実験場と呼ばれる爆心地は、現在のホワイトサンズ・ミサイル実験場の一部となっている。これはこの場所で行われた唯一の核実験である。トリニティ実験場は、実際にはアラモゴードから100マイル離れたところにあり、1年に二度だけ、訪問者のために開放される。

### ジョン・スタップ大佐：地表で一番速い男
1954年12月10日、ジョン・スタップは、アラモゴード郊外のホロマン空軍基地で、1.25秒間に時速1,017キロから0キロまで減速されたロケットスレッドに乗った。彼の身体には瞬間的に重力の46.2倍、3,084キログラムの力がかかった。人を乗せて地表を動くものとして、最速の記録でもあった。これは、射出座席で脱出したパイロットが脱出直後の急減速によって身体にどのような影響を受けるかを調査する空軍のプロジェクトの一環として行われた。彼は調査チームを率いる立場にあったが、自ら実験台に志願していた。マーフィーの法則も同プロジェクトから生まれている。

### ハムの墓：最初に宇宙に行ったチンパンジー
ハム (Ham) は世界で最初に宇宙飛行を体験したチンパンジーで、「宇宙における最初の自由な生物」として合衆国に宣伝された。彼は1961年1月31日、フロリダ州ケープ・キャナヴェラルから打ち上げられ、16.5分間で155マイル飛行後に大西洋へ無事に着水した。ハムは1983年に27歳で死亡し、遺体は西に帰り、アラモゴードにあるニューメキシコ宇宙歴史博物館前の芝生に埋葬された。

### スペースシャトルの着陸
1982年3月、スペースシャトル・コロンビアが3度目のシャトル・ミッションSTS-3でアラモゴード近郊のホワイトサンズ・ミサイル実験場に着陸した。シャトルのオービタがカリフォルニアとフロリダ以外に着陸したのは、この時だけである。

### アタリ社の埋葬地
1983年、ビデオゲーム産業の崩壊により、アタリ社の倉庫は楽観的に乱造した何百万個もの売れないビデオゲームのカートリッジでいっぱいになり、その中には500万個の「E.T.」のカートリッジも含まれていた。アーケード機でヒットが確立された、または発売前にテストされたゲームよりも、映画に基づいたビデオゲームを作ること(そして単純に映画が人気だからゲームも売れると予想すること)は非常に疑わしい決定ではあったが、完成したゲームは史上空前の低品質であった。アタリ社はクリスマス商戦に間に合わせるため「E.T.」をおよそ6週間(通常のゲーム開発期間の3分の1未満)で開発するよう急がせたが、結果としてE.T.のキャラクターを読み込むのに時間がかかってプレイヤーを苛立たせる上、プロットやグラフィックスも標準以下で、ろくにプレイできないゲームになってしまった。アタリ社の当時の社長兼CEOによれば、「ほとんどすべてが返ってきた」という。
捨て値で販売して過剰在庫を捌こうとしたビデオゲームメーカーもあったが、アタリ社は値下げしても売れ残ったゲームとゲーム機の在庫を、テキサス州エルパソの工場から14台のトラックに積んで送り出し、1983年9月末にアラモゴードの埋め立て地に捨てた。場所を特定されないように、キャタピラーでゲームを平らに押し潰し、コンクリートで埋め立てたという。

### 禁書
2001年、キリスト・コミュニティ教会がハリー・ポッターシリーズを含む公共の本を燃やした時、アラモゴードはちょっとした国際的ニュースになった。他の本と雑誌も燃やされた。事件を起こしたパスター・ジャック・ブロックらは、これらの本には悪魔的な内容があり、子供に影響を与えて魔法を始めさせてしまうと述べた。この出来事には多くの者が異論を申し立てた。

## 名所
市内
- ニューメキシコ宇宙歴史博物館
- トゥラロサ・ベイスン歴史協会博物館

郊外
- 絵のようなリンカーン国有林は、合衆国ルート82または合衆国ルート70経由で行くことができる。
- メスカレロ・アパッチ インディアン居留地には合衆国ルート70を経由して行くことができる。
- 合衆国国定記念物のホワイトサンズ国定記念物は、アラモゴード南西およそ15マイル(25km)の合衆国ルート70沿いに位置する。このエリアは山が連なったトゥラロサ・ベイスンの谷間の地帯で、南部分には275平方マイル (710km²)の石膏の結晶でできた白い砂の砂丘の平野が広がる。この周辺は多くの映画のロケ地になっている。
- オリヴァー・リー記念州立公園はアラモゴードの南にあり、合衆国ルート54経由で行くことができる。
- サクラメント山脈の側面には大きな「A」の文字が描かれていて、年に一度アラモゴード高校の生徒たちが塗り直している。

## 交通

### 空港
- アラモゴード＝ホワイトサンズ地域空港
- エルパソ国際空港(近くのテキサス州エルパソにある)

### 主なハイウェイ
3つの合衆国ハイウェイがアラモゴードを通る。
- 合衆国ルート54
- 合衆国ルート70
- 合衆国ルート82

合衆国ルート54は南からアラモゴードに入り、南東から入った合衆国ルート70と合流する。合衆国ルート82の起点はアラモゴードにあり、合衆国ルート54と合衆国ルート70が市の南端で合流したところから始まる。アラモゴードの北で、合衆国ルート82はまだ合流したままの合衆国ルート54と合衆国ルート70から分岐する。この地点で、合衆国ルート82はサクラメント山脈とリンカーン国有林に向かって東に曲がり、合衆国ルート54と合衆国ルート70は近接するトゥラロサの村で分岐するまでさらに北へ数マイル続く。

## 近接する町
- ニューメキシコ州クラウドクロフト/アラモゴードの東。合衆国ルート82沿いのリンカーン国有林内
- テキサス州エルパソ/近接する最大の都市。アラモゴードの南合衆国ルート54沿い
- ニューメキシコ州ハイロールズ/アラモゴードの東。合衆国ルート82沿いのリンカーン国有林内
- ニューメキシコ州ラスクルーセス/アラモゴードの南東。合衆国ルート70沿い
- ニューメキシコ州ロズウェル/北東。合衆国ルート70沿い
- ニューメキシコ州ルイドソ/北東。合衆国ルート70沿い、リンカーン国有林内
- ニューメキシコ州トゥラロサ/北。合流した合衆国ルート54と合衆国ルート70沿い